# جون بي. وينسلو
جون بي. وينسلو (بالإنجليزية: John Bradley Winslow)‏ هو قاضي ومحامي ومحامي وسياسي أمريكي، ولد في 4 أكتوبر 1851 في نوندا في الولايات المتحدة، وتوفي في 13 يوليو 1920. انتخب Chief justice ‏ Wisconsin Supreme Court ‏ (1907 – 1920).